# 490
Cette page concerne l'année 490  du calendrier julien. Pour l'année 490 av. J.-C., voir 490 av. J.-C. Pour le nombre 490, voir 490 (nombre).
L'année 490 est une année commune qui commence un lundi.

## Événements
- Mars : Euphémius devient patriarche de Constantinople à la mort de Fravitta. Il reconnait le concile de Chalcédoine et rompt avec le patriarche d'Alexandrie Pierre Monge puis à sa mort avec son successeur Athanase, mais ne parvient pas à se réconcilier avec le pape Félix III car il refuse d'effacer des diptyques liturgiques les noms d'Acace et Fravitta[1].

- Fin avril : Odoacre, grâce à la défection du magister militum Tufa envoyé contre lui à Ravenne par Théodoric, passe le Pô et parvient à reprendre Milan désertée par sa population. L'évêque Laurentius, qui a ouvert les portes de la ville à Théodoric est maltraité et jeté en prison[2].

- Printemps : le roi des Burgondes Gondebaud profite du conflit en Italie entre Odoacre et Théodoric pour ravager la Ligurie et l'Émilie, faisant de nombreux captifs[3].

- Été : Odoacre bloque Théodoric qui s'est retiré dans Pavie. Le siège est levé grâce à l'intervention des Wisigoths d'Alaric et Théodoric reprend l'offensive fin juillet[2].

- 11 août : Théodoric est vainqueur d’Odoacre sur l’Adda. Il l’assiège dans Ravenne jusqu’en 493[3]. Les Ostrogoths vont dominer l’Italie pendant une soixantaine d’années. Ils s’établissent autour de Vérone, à Pavie, dans les Apennins, les Marches et les Abruzzes.

- Césaire (né vers 470), issu d’une grande famille de Chalon-sur-Saône, se fait moine et trouve asile à Lérins[4].
- La Serbie, est mentionnée pour la première fois sur le règne du premier monarque Ostroilo [5],[6],[7],[8].

## Décès en 490
- 29 octobre : Pierre Monge, patriarche orthodoxe copte d'Alexandrie[1].